# Grace Holloway
Grace Holloway es un personaje de ficción interpretado por Daphne Ashbrook en el telefilme de 1996 Doctor Who: La película, continuación de la longeva serie británica de ciencia ficción Doctor Who. Se trata de una cardióloga de San Francisco en 1999 acompañante del Octavo Doctor en su aventura contra el Señor del Tiempo renegado conocido como El Amo.

## Historia del personaje
Cuando el Séptimo Doctor (Sylvester McCoy) aterriza en el 30 de diciembre de 1999 en San Francisco, una banda callejera de Chinotown le derriba a tiros. Sin saber de su fisiología alienígena, Grace accidentalmente le mata cuando intenta operarle. Como consecuencia, el Doctor se regenera en su octava encarnación, y mete a Grace en su lucha para evitar que El Amo abra el Ojo de la Armonía y destruya la Tierra al sonar las doce del año nuevo 2000. Al final, el Doctor le ofrece que vaya con él en la TARDIS, pero Grace lo rechaza, prefiriendo quedarse atrás y aplicar las lecciones que ha aprendido de él.
El Doctor describe a Grace como "cansada de vivir pero con miedo de morir". Es una persona cálida y compasiva que sufrió una desilusión en su juventud cuando se dio cuenta de que no podía detener a la muerte. Como resultado, se puso un escudo de frialdad en un esfuerzo de protegerse de sus sentimientos y para enmascarar su propia inseguridad. Se da cuenta de esto durante su aventura con el Doctor y aprende a sentir esperanza otra vez, en la forma del Doctor, un alienígena que puede volver literalmente a la vida, así como a recuperar la confianza en sí misma como doctora y como persona. También desarrolla rápidamente un lazo romántico con el Doctor, diciendo en cierto punto, "Para cuando por fin encuentro a la persona adecuada, es de otro planeta".
La aparición de Grace en la película causó controversia porque el Doctor la besó, rompiendo un largo tabú contra cualquier sentimiento romántico entre el Doctor y sus acompañantes, que quedó definitivamente eliminado en la nueva serie de 2005. Algunos fanes cuestionan si se la puede considerar una acompañante como es debido al aparecer sólo en esta historia. Sin embargo, está claro que su papel en la película es el de acompañante, y aparece en la mayoría de las listas de acompañantes, incluida la del sitio web de la BBC.

## Asuntos legales
Originalmente, Grace Holloway iba a aparecer en la segunda novela del Octavo Doctor, Vampire Science, pero problemas legales con la BBC y Universal Televisión evitaron esto. Según Big Finish, sus audiodramáticos no pueden usar los personajes de la película Grace Holloway ni Chang Lee porque pertenecen a Universal. Las apariciones de Grace en los cómics parecen haberse negociado por separado.